# Hameed Al-Qallaf
Hameed Al-Qallaf (Kuwait, 10 de agosto de 1987) es un exfutbolista de Kuwait que jugaba en la posición de guardameta.

## Carrera

### Club
| Periodo   | Club                     | Apariciones | Goles |
| --------- | ------------------------ | ----------- | ----- |
| 2005-2009 | Al-Yarmouk SC            | 35          | 0     |
| 2009-2013 | Al-Salmiya SC            | 14          | 0     |
| 2011      | → Al-Yarmouk SC (cedido) | 3           | 0     |
| 2012      | Saham Club               | 3           | 0     |
| 2013–2017 | Al-Arabi                 | 49          | 0     |
| 2017–2022 | Al Kuwait Kaifan         | 67          | 0     |

### Selección nacional
Jugó para Kuwait en 35 ocasiones de 2006 a 2019, participó en los Juegos Asiáticos de 2006 y en dos ediciones de la Copa Asiática.

## Logros
- Liga Premier de Kuwait (4): 2017–18, 2018–19, 2019–20, 2021–22
- Copa del Emir de Kuwait (3): 2017–18, 2018–19, 2020–21
- Copa de la Corona de Kuwait (4): 2014-15, 2018–19, 2019–20, 2020–21
- Supercopa de Kuwait (3): 2017, 2020, 2022
- Copa Federación de Kuwait (1): 2013-14